# メラニー・ブラウン
メラニー・ブラウン（Melanie Janine Brown、1975年5月29日 - ）は、イギリスの女性歌手。スパイス・ガールズのメンバーとして知られ、スケアリー・スパイス (Scary Spice) の愛称で親しまれる。アーティストとして活動の際はメラニー・Bでリリース。「Mel B」という略称でも知られる。身長165cm。

## 来歴

### デビューまで
イギリスのHarehillsにて誕生。母親は白人のイギリス人、父親はネイビス島出身の黒人。女優のDanielle Brownは妹。高校では舞台芸術を学び、卒業後はリゾート地でダンサーとして活躍。新聞で女性グループのオーディション募集広告を見て応募。スパイス以前はTouchとして活動していた。

### スパイス・ガールズでの活躍
1996年にデビューしたスパイス・ガールズは、初めてのアルバム『スパイス』が世界中で大ヒット。メンバーの中で唯一黒人の血が入っているブラウンはメンバーの中でも異色で、ソロのパートも多かった。

### スパイス・ガールズ後
1998年にミッシー・エリオットをフィーチャリングしたシングル "I Want You Back" が見事、全英1位になる。これが彼女のソロデビューシングルとなる。その後2000年にソロアルバムを発表。ヒット曲も幾つか産まれた。
2005年にセカンドアルバムをリリースするが、セールス的には惨敗。音楽活動に見切りをつけてアメリカ合衆国に拠点を移し、以後は主にTVタレントとして活動、スパイス・ガールズ時代の裏話などを打ち明けることが多くなっている。
2007年6月、遂にスパイスガールズ再結成が決まり、ジェリの脱退以降初めて5人が揃うことになった。
2007年9月、アメリカの人気テレビ番組 ダンシング・ウィズ・ザ・スターズ のシーズン5にMaksim Chmerkovskiyとペアを組み参加。シーズン中、出場者内の最高得点を記録し、決勝戦まで勝ち進んだ。2007年11月27日、シーズンファイナルにて、完璧なダンスで高得点をマークしたが、惜しくもエリオ・カストロネベス&ジュリアン・ハフペアに敗れ、2位という結果に終った。
ベトナムで開催されたミス・ユニバース2008の司会をジェリー・スプリンガーとともに務める。
2000年代後半以降主にアメリカやオーストラリアでの活動に重点を置き、Mel B: It's a Scary World と言う自身のリアリティーショーの番組も持っている。

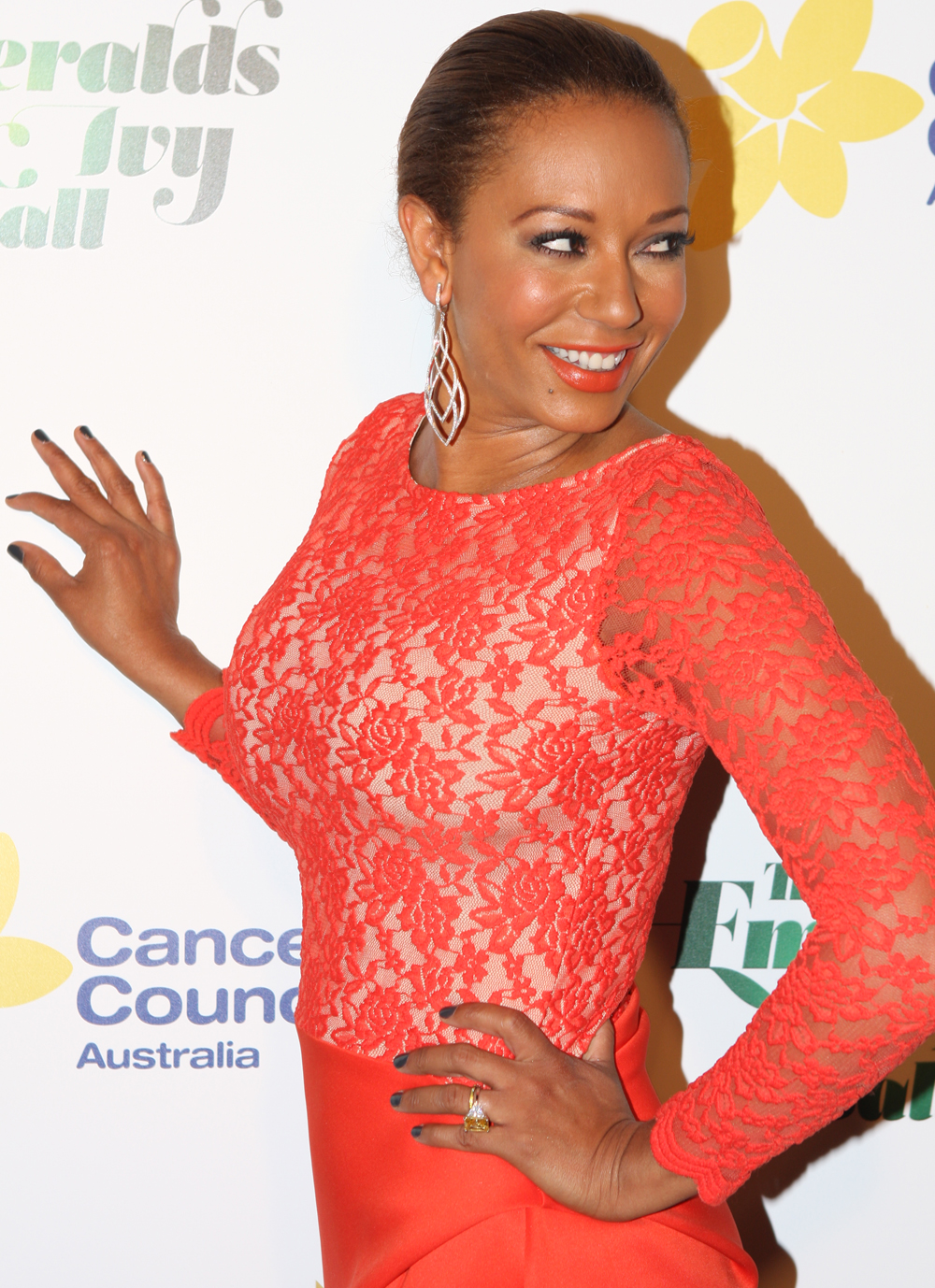
2012年

2012年8月、ロンドンオリンピック閉会式にて、スパイス・ガールズとして一夜の再結成パフォーマンスを行った。
2013年、再びミス・ユニバース2013の司会を務める。America's Got Talentの審査員にも抜擢。
2017年、America's Got Talentでサイモン・コーウェルにブラウンの初夜をネタにしたジョークを振られ激怒、突如サイモンにコップの水を浴びせると、その場から立ち去った。
2019年、ジェリと寝たことがあるとTV番組で暴露するが、ジェリは代理人の文書を通じて否定した。ブラウンの発言は同時期に発売された自叙伝のセールスアップのためにされたものだと考えられている。
スパイス・ガールズの再結成に一番意欲的なメンバーであるが、2024年、メンバーに再結成の話をしつこく押し付けすぎて、メンバー間のグループチャットから追い出され出禁になったことが明らかになった。同年にはジェリがブラウンに対してフラストレーションを感じるなどの理由による確執から再結成の話が打ち止めになっているという報道がされた。ブラウンは再結成に消極的なメンバーのことをスカイマックスの番組『ネヴァー・マインド・ザ・バズコックス』の中で「馬鹿」だとも呼んでいる。

### 私生活
1998年にJimmy Gulzarと結婚し1女を儲けるが、2001年に離婚。
2007年4月にエディ・マーフィとの間に出来た女の子を出産。しかし当のエディがそれを否定。その後血液検査の結果エディが父親である事が判明。世論はメラニーに同情し、エディはその対応で非難される。
同年6月に映画プロデューサーのスティーブン・ベラフォンテと結婚。3人目の女の子を2011年9月に出産。
2014年12月、15年前に受けた目のレーザー治療により片目が失明しているとの発表をした。 
2017年3月、ベラフォンテとの離婚を申請。

## 作品

### アルバム
- ホット (2000年) （全英28位）（イスラエル1位）
- L.A. ステート・オブ・マインド (2005年) （全英453位）

### シングル
| 発売年 | 曲名                | 最高位 | 最高位 | 最高位             |
| 発売年 | 曲名                | 全英   | 全米   | 全米クラブチャート |
| ------ | ------------------- | ------ | ------ | ------------------ |
| 1998年 | I Want You Back     | 1      | 25     |                    |
| 1999年 | Word Up!※           | 14     |        |                    |
| 2000年 | Tell Me             | 4      |        |                    |
| 2001年 | Feels So Good       | 5      |        |                    |
| 2001年 | Lullaby             | 13     |        |                    |
| 2005年 | Today               | 41     |        |                    |
| 2013年 | For Once In My Life |        |        | 2                  |

※Melanie Gとしてリリース

### DVD
- Totally Fit （エクササイズDVD）2009年